# Матіас Гонсалес
Матіас Гонсалес (ісп. Matías González, 6 серпня 1925, Артигас — 12 травня 1984, Монтевідео) — уругвайський футболіст, що грав на позиції захисника за клуб «Серро», а також національну збірну Уругваю, у складі якої — чемпіон світу 1950 року.

## Клубна кар'єра
У дорослому футболі дебютував 1947 року виступами за команду клубу «Серро», кольори якої і захищав протягом усієї своєї кар'єри гравця, що тривала дванадцять років. 
Помер 12 травня 1984 року на 59-му році життя у місті Монтевідео.

## Виступи за збірну
1949 року дебютував в офіційних матчах у складі національної збірної Уругваю. А вже наступного року був основним захисником збірної на чемпіонаті світу 1950 року у Бразилії, де взяв участь в усіх її іграх, включаючи вирішальну гру проти команди-господарів, в якій уругвайці здобули сенсаційну перемогу з рахунком 2:1, ставши чемпіонами світу 1950 року.
Згодом був учасником чемпіонату Південної Америки 1953 року в Перу, на якому уругвайська команда здобула бронзові нагороди, а також чемпіонату Південної Америки 1955 року в Чилі.
Загалом протягом кар'єри у національній команді, яка тривала 8 років, провів у її формі 30 матчів.

## Титули і досягнення
- Чемпіон світу (1):

1950
- Бронзовий призер Чемпіонату Південної Америки: 1953